# 西つつじケ丘 (調布市)
西つつじケ丘（にしつつじがおか）は、東京都調布市の町名。現行行政地名は西つつじケ丘一丁目から西つつじケ丘四丁目。郵便番号は182-0006。
町域を京王電鉄京王線が横断し、三丁目につつじヶ丘駅が所在する。隣接する東つつじケ丘とまとめて「つつじケ丘」と総称されるが、駅名に合わせて「つつじヶ丘」と表記されることが多い。

## 地理
東側で東つつじケ丘、西側で菊野台、南側で入間町および狛江市西野川、北側で三鷹市中原に接する。
町域は南北に細長く、中央部につつじヶ丘駅が位置する。京王線と並行して、北側に国道20号（甲州街道）、南側に品川通りが横断する。地上を走る京王線の線路と踏切で町域は南北に分断されているが、つつじヶ丘駅が改良され橋上駅舎が建設されたことで、開かずの踏切による歩行者の往来の不便は改善され、エレベーターが設置されるなどバリアフリー化が進んだ。
つつじヶ丘駅北口から国道20号にかけては商店や飲食店などが広がり、駅周辺は閑静な住宅街となっており、駅東側の野川沿いには日本住宅公団によって建設された大規模団地（公団住宅）である神代団地が広がる。神代団地の敷地の一部は狛江市西野川にまたがっている。

### 河川
- 野川

## 歴史
この地域の旧地名は「金子（かねこ）」であり、つつじヶ丘駅の旧駅名も1913年（大正2年）開設当初は「金子駅」であったが、京王帝都電鉄（現：京王電鉄）が宅地造成した「つつじヶ丘住宅地」を売り出すにあたり、1957年（昭和32年）5月15日に「金子駅」から「つつじヶ丘駅」へ改称した。それに合わせて後から町名が西つつじケ丘・東つつじケ丘に変更されたという経緯がある。
なおこの地域は野川沿いの低地であり、地形的には「丘」ではない。
今尾恵介は自著の中で、駅名変更により歴史ある地名が消えてしまうことを嘆き「800年以上も遡ることができる金子の町名があっさりと消滅した。」と述べている。

## 施設

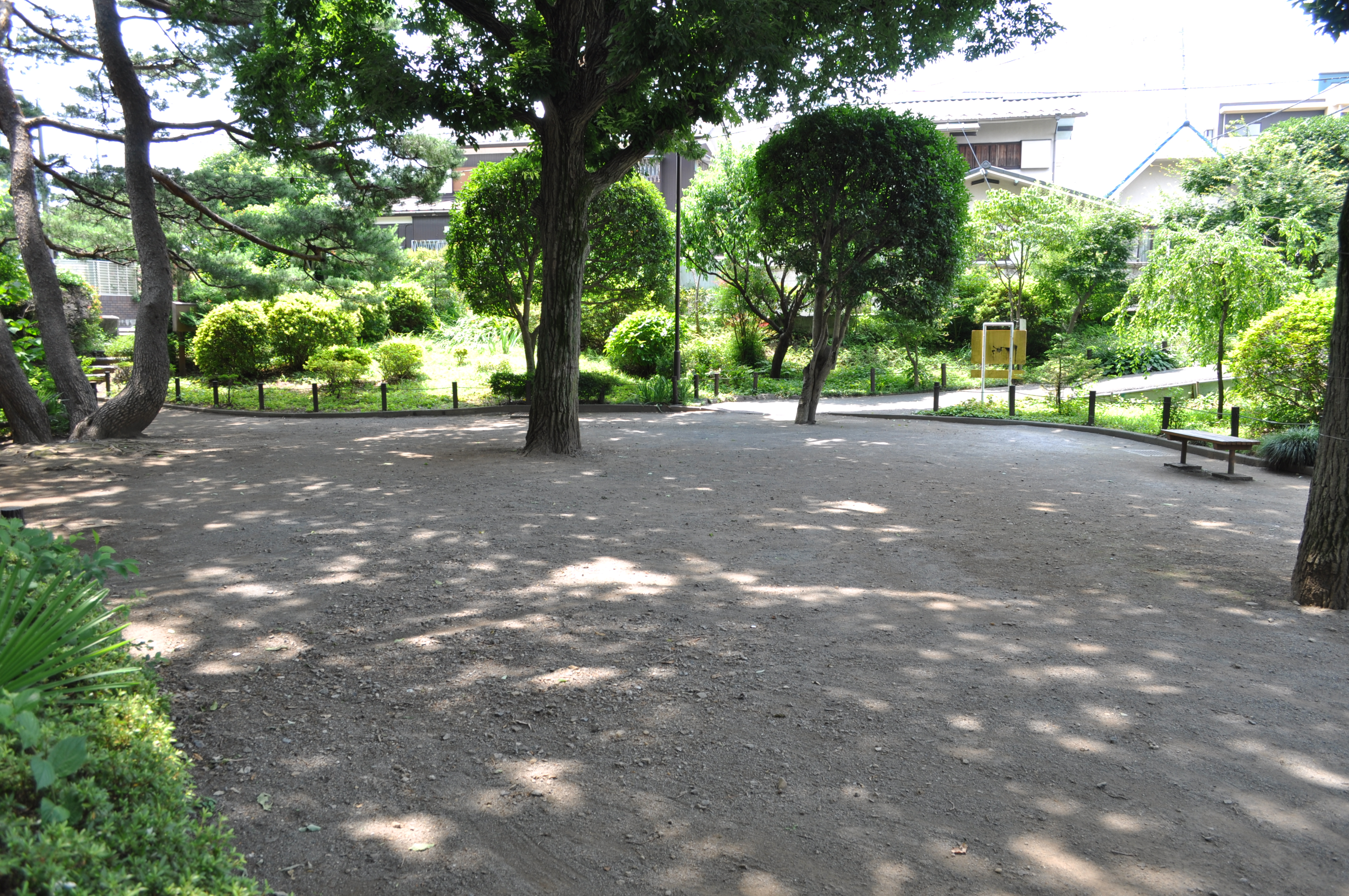
つつじヶ丘公園

商店の多くはつつじヶ丘駅北口に集中して立地する。
西つつじケ丘3丁目の国道20号沿いには調布市役所神代出張所がある。隣接する調布市つつじケ丘児童館は「今日の日はさようなら」発祥の地で、敷地内に歌碑が設置されている。この縁により同曲がつつじヶ丘駅の接近メロディに採用された。

### つつじヶ丘駅周辺

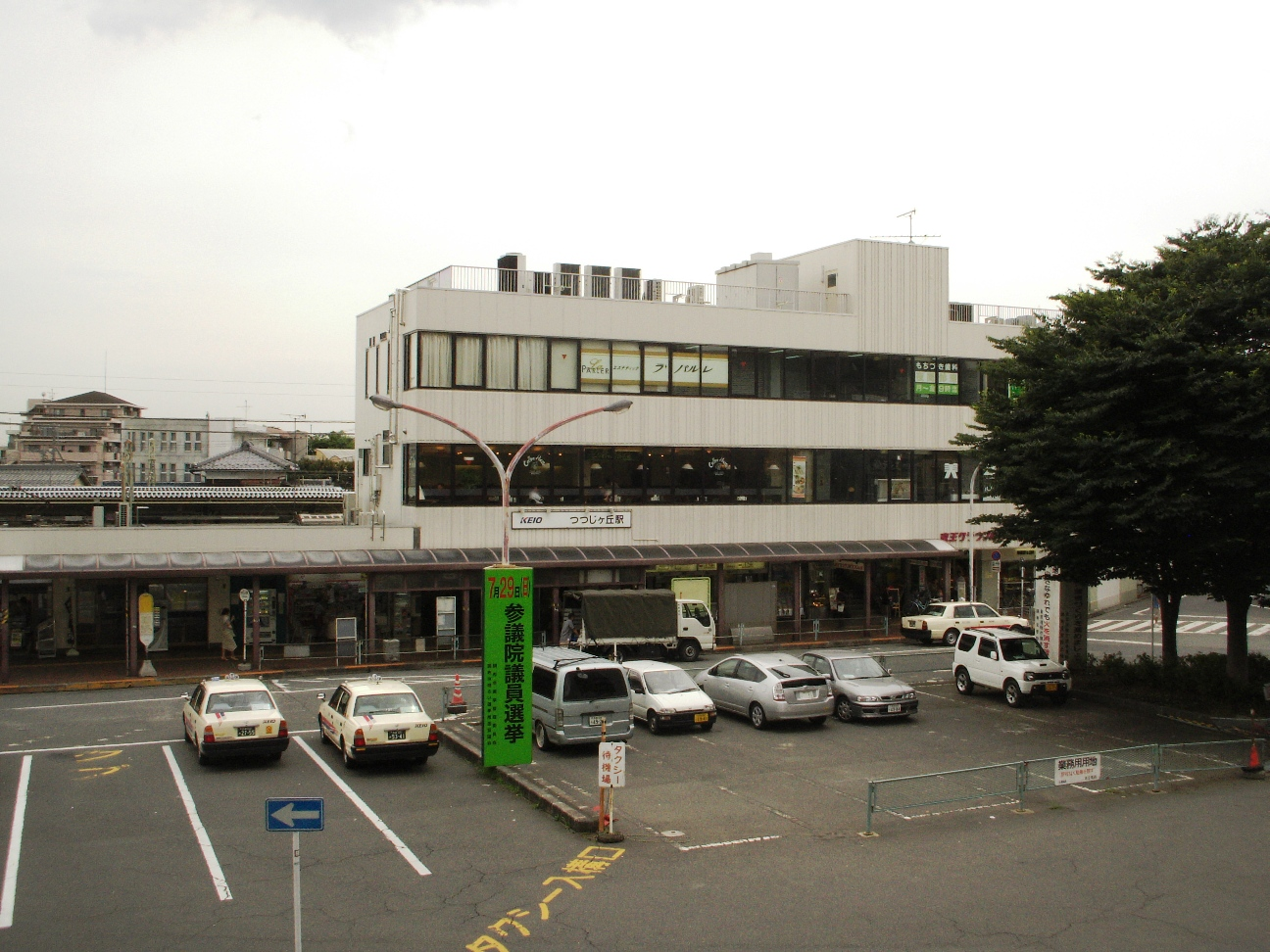
リニューアル前の京王クラウン街つつじヶ丘（2007年）

- 京王リトナードつつじヶ丘 - つつじヶ丘駅の駅ビル
  - フラワーショップ京王 つつじヶ丘店
  - 万葉そば つつじヶ丘店
  - Sweets Mode つつじヶ丘店 - 旧：A Lot つつじヶ丘店
  - セブン-イレブン 京王つつじヶ丘駅店 - 旧：京王ストアエクスプレスつつじヶ丘店
  - ベーカリー&カフェ ルパ つつじヶ丘店
  - トモズ 京王リトナードつつじヶ丘店
  - ATMコーナー（三菱UFJ銀行、みずほ銀行）
  - 啓文堂書店 つつじヶ丘店
  - 京王観光 つつじヶ丘店（2022年9月30日閉店[8]）
  - ガスト 京王リトナードつつじヶ丘店
- オオゼキ つつじヶ丘店
- ピアーズ カフェ つつじヶ丘店（オオゼキ2階）- 旧：マクドナルド つつじヶ丘店[9]（2015年11月15日閉店[10]）
- ゲオ つつじヶ丘店
- クリエイトS・D 調布つつじヶ丘店
- 日高屋 つつじヶ丘店
- ぎょうざの満洲 つつじヶ丘店
- セイジョー つつじヶ丘店

### その他の地域
- 調布市役所神代出張所 - 国道20号沿い、旧神代町役場（建物は改築）
  - 調布市つつじケ丘児童館
    - 「今日の日はさようなら」歌碑
    - つつじケ丘児童館ホール
- 調布消防署つつじヶ丘出張所 - 国道20号沿い
- くら寿司 つつじヶ丘店 - 国道20号沿い
- 神代郵便局 - 国道20号沿い
- バーミヤン 調布つつじヶ丘店 - 駅南側、品川通り沿い
- UR神代団地 - 駅南側
  - 調布金子郵便局
  - 手紙舎 つつじヶ丘本店
  - すりばち公園
- つつじヶ丘公園 - 駅北側
- 市天然記念物 金子のイチョウ - 駅北側
- ジェイコム東京調布局 - 駅北側
- 寿林寺_(調布市)
- 金龍寺_(調布市)
- 延浄寺
- 光源寺_(調布市)
- 常楽院_(調布市)

## 交通
つつじヶ丘北口（西つつじケ丘町域内）には交通広場が整備され、バスロータリーとタクシー乗り場が設けられている。交通広場内にはタクシー車両が待機しており、構内営業は京王自動車のタクシーが独占している。

### 鉄道
| 街区内にある駅                |
| ----------------------------- |
| 京王線 - つつじヶ丘駅 (KO 14) |

### 路線バス
- 以下の系統がつつじヶ丘北口バスロータリーを発着する。
  - 丘21系統（神代植物公園経由・深大寺行き）
  - 丘22系統（千歳烏山駅経由・千歳船橋駅行き）- 出入庫路線で本数は極めて少ない。
  - みたかシティバス 新川・中原ルート（杏林大学病院行き）

### 道路
- 国道20号（甲州街道）
- 品川通り
- 東京都道114号武蔵野狛江線 - 町域南端をわずかに通る。